# Stațiunea Climaterică Sâmbăta, Brașov
Stațiunea Climaterică Sâmbăta este un sat în comuna Sâmbăta de Sus din județul Brașov, Transilvania, România.